# トレンチーン電気鉄道
トレンチーン電気鉄道(スロバキア語:Trenčianska elektrická železnica, TREŽ)は、西部スロバキア・トレンチーン県にあるスロバキア国鉄（ŽSR）の狭軌鉄道線である。時刻表番号は122。国鉄の分社後、列車運行を行ってきた鉄道企業体スロバキアは2011年に事業撤退し、現在は夏の観光鉄道として地元のトレンチーン電気鉄道非営利法人（Trenčianska elektrická železnica, n.o.）が列車運行を行っている。

## 概要

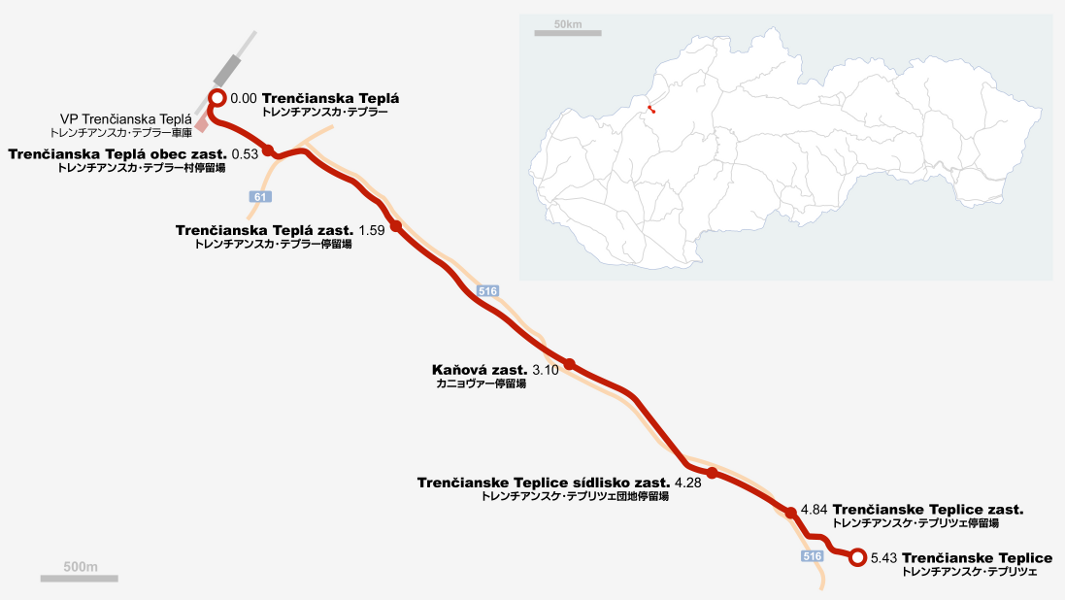
トレンチーン電気鉄道路線図

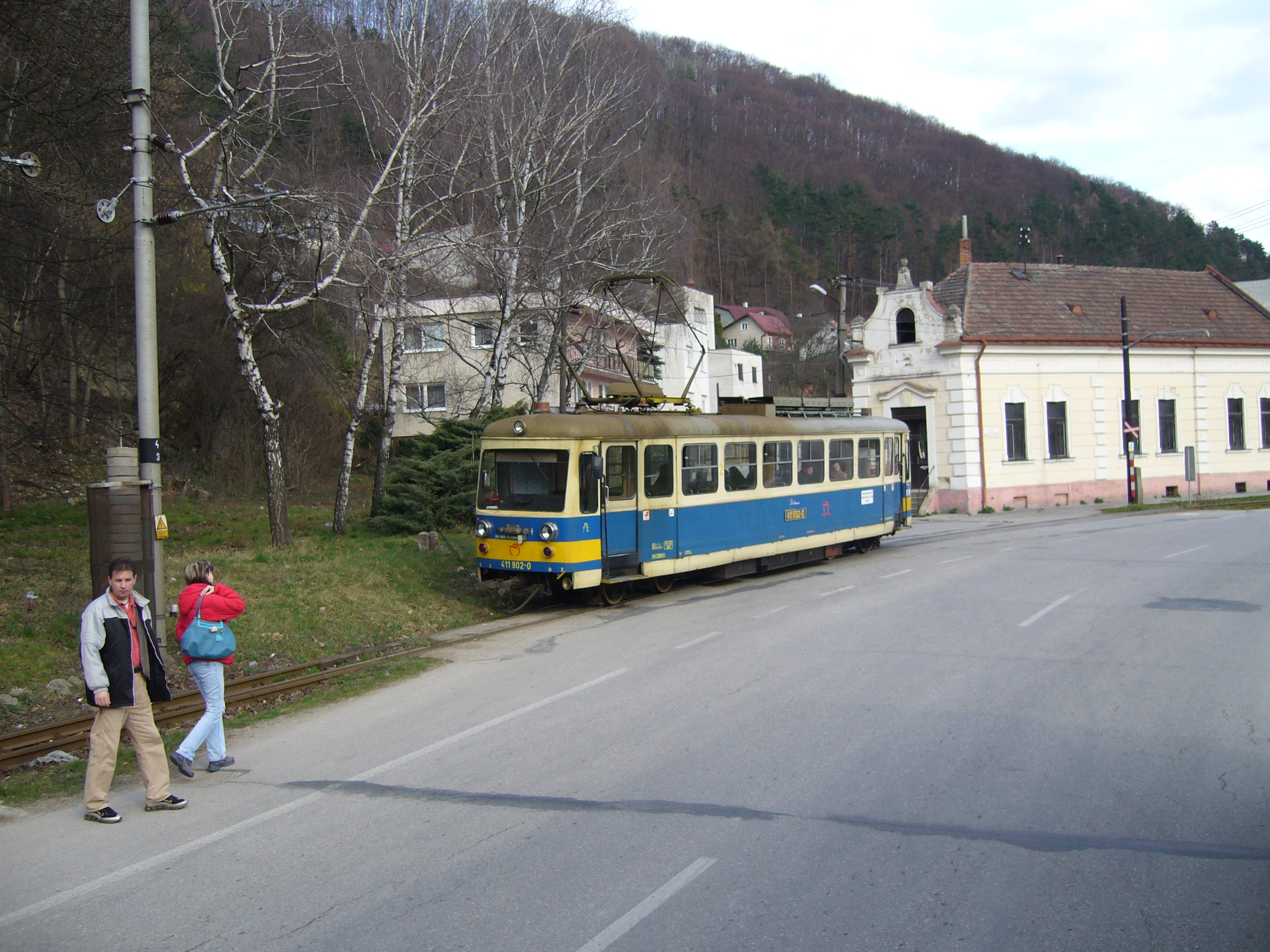
トレンチアンスケ・テプリツェ停留場付近。手前は二級国道516号線

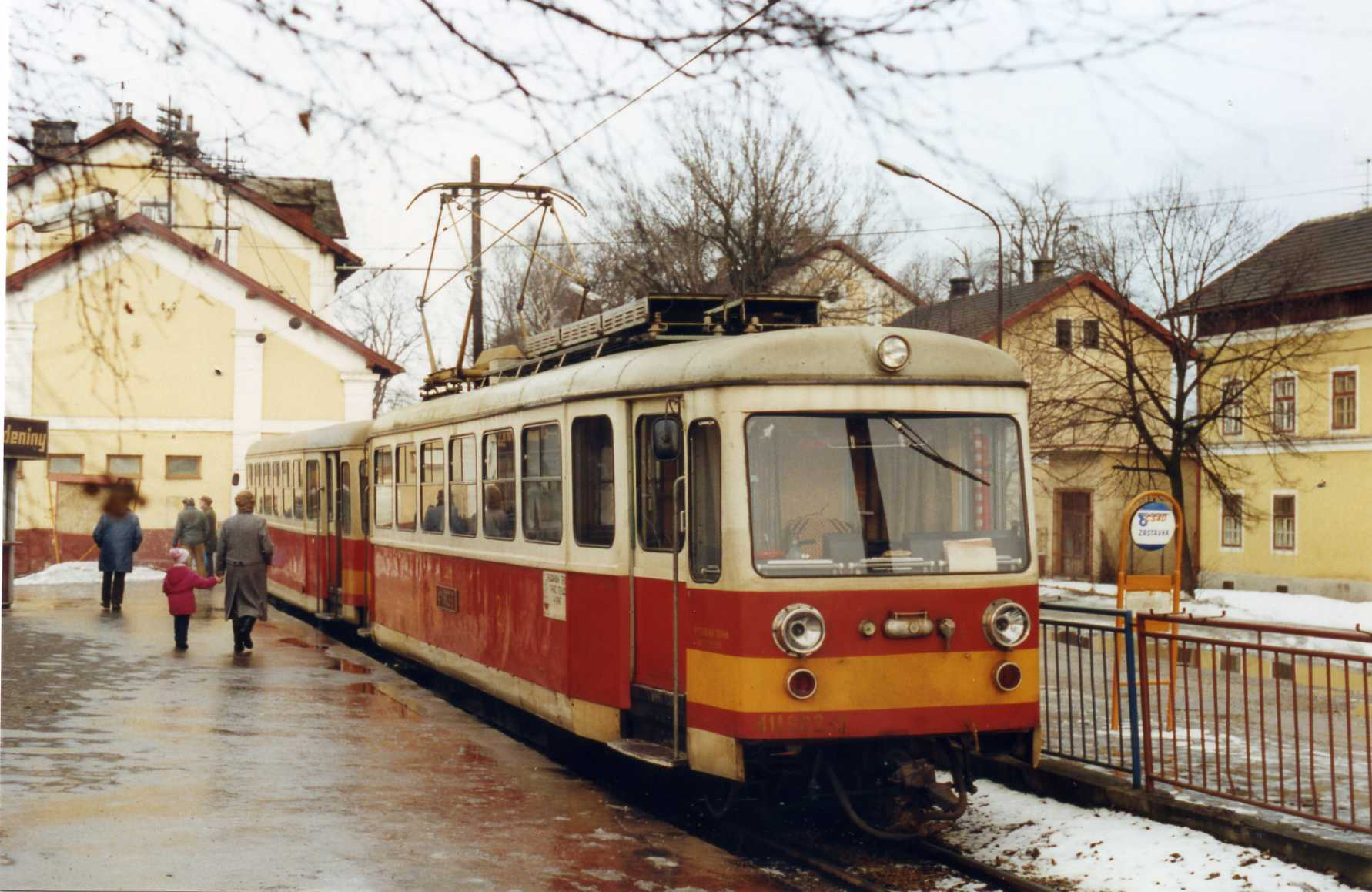
トレンチアンスカ・テプラー鉄道駅（ČSD時代、1990年）

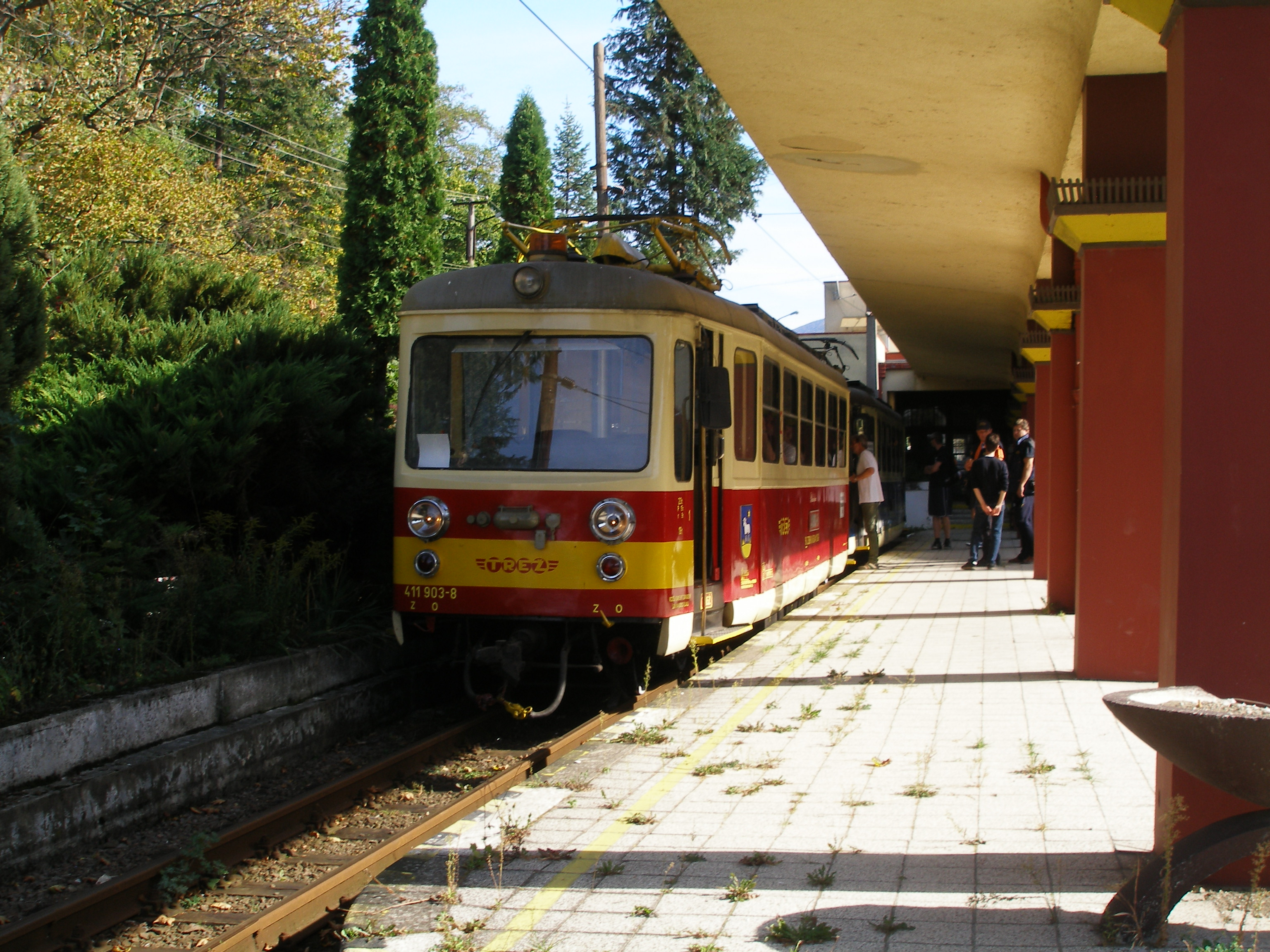
トレンチアンスケ・テプリツェ鉄道駅（2012年）

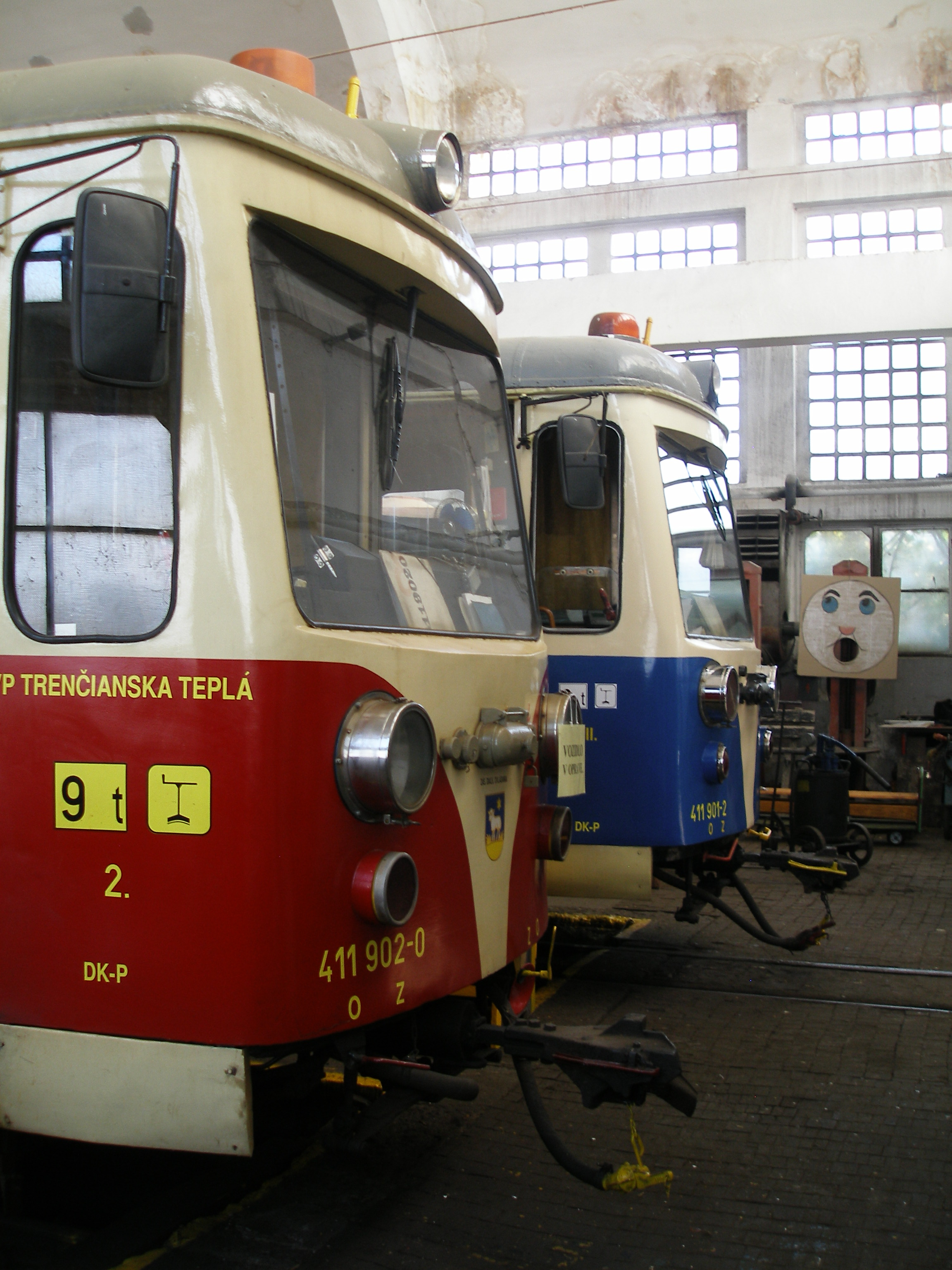
トレンチアンスカ・テプラー車庫の411.9形電車（2012年）

主要幹線の国鉄ブラチスラヴァ-ジリナ鉄道線が通るトレンチーン郡トレンチアンスカ・テプラー村のトレンチアンスカ・テプラー鉄道駅（Železničná stanica Trenčianska Teplá）と、13世紀に開かれた温泉保養地である同郡トレンチアンスケ・テプリツェ市のトレンチアンスケ・テプリツェ鉄道駅（Železničná stanica Trenčianske Teplice）を結ぶ鉄道線である。
森林鉄道線を除く営業路線としては、スロバキア国内で現存する唯一の760mm軌間の路線である。電気方式は直流600V。1909年開業時の架線電圧は750Vで、1942年に950Vに昇圧されたあと、1984年に現在の600Vに降圧された。開業時一時貨物取り扱いも行ったが、その後は旅客列車のみが運行されている。2004年度には信用乗車方式が導入されて車掌乗務が廃止された。
路線はトレンチアンスカ・テプラー市街で一級道路61号線（ブラチスラヴァ-ビトチャ道路）を横断したあと、テプリチュカ川沿いに二級道路516号線（トレンチアンスカ・テプラー-バーノフツェ・ナド・ベブラヴォウ道路）と平行してトレンチアンスケ・テプリツェ市街に入る。途中駅はトレンチアンスカ・テプラー村停留場（Trenčianska Teplá obec zastávka）、トレンチアンスカ・テプラー停留場（Trenčianska Teplá zastávka）、カニョヴァー停留場（Kaňová zastávka）、トレンチアンスケ・テプリツェ団地停留場（Trenčianske Teplice sídlisko zastávka）、トレンチアンスケ・テプリツェ停留場（Trenčianske Teplice zastávka）の5停留場（zastávka）で、列車交換はできない。
カニョヴァー停留場は社会主義時代に列車交換のために設けられたカニョヴァー信号場（Výhybňa Kaňová）が前身で、1980年代に休止され、2000年の全線改修工事の際に交換施設が撤去されたが、2007年7月25日に停留場が設けられ、客扱いを開始した。
スロバキア国鉄の分社化に伴い、列車運行は鉄道企業体（旧ZSSK）および鉄道企業体スロバキア（ZSSK）が行ってきたが、ZSSKの運行休止と車両・車庫の地元自治体への売却に伴い、2012年以降はボランティアによる不定期運行となった。
2015年からはトレンチーン電気鉄道非営利法人（Trenčianska elektrická železnica, n.o.）が夏季（6月下旬－9月初頭）の土・日曜日および聖金曜日などの一部の祝日や記念イベント催行時に運行を行っている。夏季運転日の運行本数は1日上下各4本。2018年2月3日には児童生徒を対象に、自身の通知表を乗務員に提示すれば乗車できるユニークな「通知表運行」（Jazdy za vysvedčenie）が行われた。

## 歴史
オーストリア＝ハンガリー帝国時代の1909年6月27日、トレンチアンスカ・テプラー-トレンチアンスケ・テプリツェ地方狭軌電気鉄道株式会社（スロバキア語:Miestna úzkorozchodná elektrická železnica Trenčianska Teplá-Trenčianske Teplice, a.s. / ドイツ語:トレンチン・テプラ-トレンチン・テプリツ市街電気狭軌鉄道、Städtische elektrische Schmalspureisenbahn Trentschin Tepla-Trentschin Teplitz / ハンガリー語: ホーラク-トレンチェーンテプリジ電気軌道、Hólak-Trencsénteplitzi Villamos Vasút)によってテプラー＝トレンチアンスケ・テプリツェ（Teplá-Trenčianske Teplice、現トレンチアンスカ・テプラー鉄道駅）-トレンチアンスケ・テプリツェ温泉（Trenčianske Teplice kúpele、現トレンチアンスケ・テプリツェ鉄道駅）間が開業した。
チェコスロバキア第一共和国時代の1927年にはトレンチアンスケ・テプリツェ温泉駅の待合室設置のため路線を43m短縮。1936年には1日23本のダイヤが組まれていた。スロバキア第一共和国時代の1941年7月にはトレンチアンスケ・テプリツェ温泉駅の新駅舎建設のため、路線がさらに約40m短縮され、翌1942年に架線電圧が750Vから950Vに昇圧された。
社会主義政権発足後の1950年にチェコスロバキア国鉄（ČSD）に編入され、新型車が導入された。1952年にはトレンチアンスカ・テプラー機関区（現トレンチアンスカ・テプラー車庫）の電車庫を新築。1960年にはブラチスラヴァ-ジリナ鉄道線との貨物の直接積み替えを行うために、トレンチアンスカ・テプラー鉄道駅の駅舎向かいの通りを横切る貨物積み込み線を廃止し、路線が約400m短縮された。1964年にはトレンチアンスカ・テプラー鉄道駅の同線ホーム上に詰所兼倉庫を、1966年にはトレンチアンスケ・テプリツェ鉄道駅の駅舎をそれぞれ新築した。当時の1日の運行本数は繁忙期25本、閑散期21本だった。
1971年には、狭軌と小型車両に起因する輸送効率の低さを指摘する報告書がまとめられ、ČSDはタトラ電気鉄道線で使用している1000mm軌間への改軌を検討。これに対し同線を所管するČSD東部鉄道管理局は改軌に代わり鉄道廃止とトロリーバスの導入を提案した。1980年代にも車両の大規模な近代化更新工事や架線電圧の600Vへの降圧と並行し、ČSDは1000mm軌間または標準軌間への改軌を検討したが、これらの改革案はいずれも実現しなかった。
1993年のチェコスロバキア連邦制解消後はスロバキア国鉄（ŽSR）に移管された。1990年代にはテプリチュカ川の洪水被害や並行道路の交通量の急増に伴う軌道路盤の劣化に伴い、一時保線状態が極度に悪化。最高速度5km/hの制限区間を設ける措置が講じられて全線所要時間が30分に達する事態に陥った。このため2000年3月7日には全線運休し、同年6月26日から9月20日にかけて運輸郵政通信省鉄道軍（ŽelV）による応急改修工事が行われた。この間の代替輸送バス車内の激しい混雑が問題になり、鉄道の有効性が再認識された。
2000年11月にはスロバキア政府によって、列車運行事業の廃止または民間事業者への事業移管を図る「地方線」（Regionálna dráha）32線区の1つに指定されたものの、国鉄の旅客列車運行事業を承継した鉄道企業体スロバキア（ZSSK）は、2006年9月27日に開いた理事会で運行の継続を決めた。トレンチーン県政府（Trenčiansky samosprávny kraj）は路線維持のため、平行道路の路線バス運行本数を制限していたが、両市街間の輸送効率の悪化も指摘されていた。
開業100周年を迎えた2009年には、トレンチアンスケ・テプリツェ市で6月27日、28日の2日間、スロバキア科学技術協会交通輸送部門とスロバキア国鉄トルナヴァ地域局、地元鉄道愛好家団体の共催による開業100周年記念セミナーが開かれ、411.9形電車をチェコスロバキア国鉄時代の登場時の塗色に戻した記念列車が運行された。
しかし、トレンチアンスカ・テプラ－鉄道駅での接続の悪さや並行バス路線との競合で輸送実績の低迷が続いたことから、ZSSKは2011-2012年ダイヤ改正日の2011年12月10日付けで同線での列車運行を廃止した。
ZSSKの事業廃止後も駅および路線は引き続きスロバキア国鉄が保有管理しているが、ZSSK保有の車両およびトレンチアンスカ・テプラー車庫は、地元トレンチアンスカ・テプラー村に売却された。列車運行は2012年1月1日から保存森林鉄道・チエルノフロン鉄道（バンスカー・ビストリツァ県）のボランティアにより1か月に1日程度の不定期の形態で再開。トレンチアンスカ・テプラー村は翌2013年2月、観光交通機関としての運営を目指し、事業受け皿法人のトレンチーン電気鉄道非営利法人（Trenčianska elektrická železnica, n.o.）を設立した。同法人はトレンチーン県政府の支援を受け、事業認可を得て2015年から列車運行事業を開始した。

## 車両

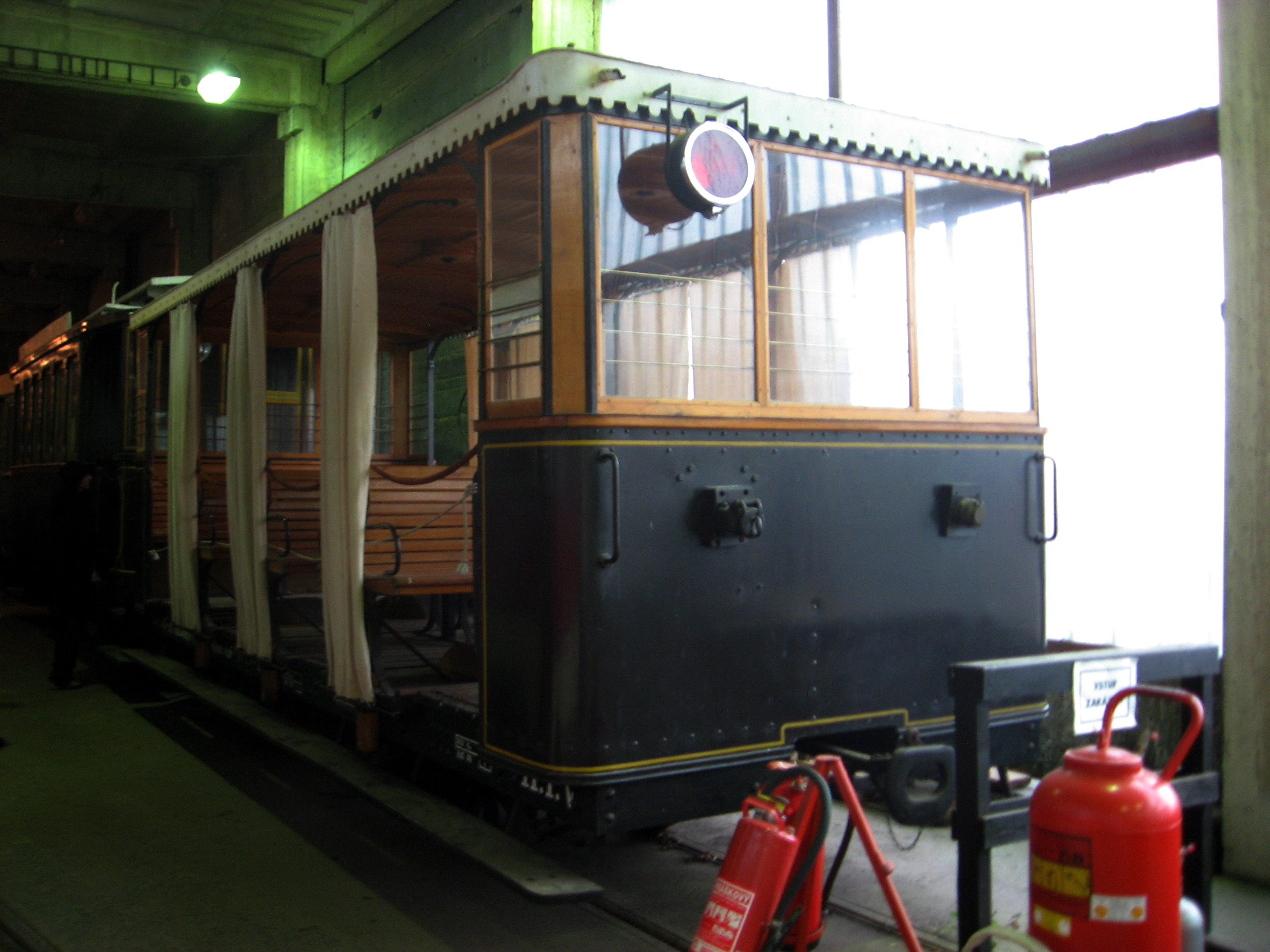
1911年増備の12号客車

1909年開業時は、ブダペスト・ウーニオ電気機器株式会社の電装品を使用してジェール鉄道輸送車両が製造した二軸電動客車3両（ACe 1 - 3, ČSD形式:M24.001 - 003）と二軸付随客車2両（14, 15）、有蓋貨車2両、無蓋貨車2両、オープンタイプの付随客車1両の10両が在籍した。1910年には二軸有蓋電動貨車1両（4）、1911年にはオープンタイプ付随客車1両（12）が増備された。12号客車は現在チェコ・ブルノ市のブルノ技術博物館で保存されている。
チェコスロバキア国鉄は1951年にM46.0形電動客車3両（のちEMU46.0形、現411.9形）、1954年に付随客車Calm/u形3両（のちBalm/u形、現911.9形）を新製して開業時の車両と置き換えた。各車とも1984年から1990年にかけて大規模な近代化更新工事を受けている。
近代化更新後は411.9形3両、911.9形2両がレオポルドウ機関区（RD Leopoldov）所属でトレンチアンスカ・テプラー車庫（VP Trenčianska Teplá、旧トレンチアンスカ・テプラー機関区）に配置されていたが、911.9形1両は2008年からリースでジリナ県のオラヴァ森林鉄道（Oravská lesná železnica, 現・保存鉄道）に移された。さらに2011年のZSSKの列車運行休止に伴い、車庫と411.9形3両が地元トレンチアンスカ・テプラー村に、911.9形はオラヴァ森林鉄道リース車が同森林鉄道に、残る1両がバンスカー・ビストリツァ県のチエルノフロン鉄道（Čiernohronská železnica、旧森林鉄道）にそれぞれ売却された。現在はトレンチーン電気鉄道非営利法人のトレンチアンスカ・テプラー車庫に411.9形3両のみが配置されている。

## 駅一覧
以下では、スロバキア国鉄122号線の駅と営業キロ、停車列車、接続路線などを一覧表で示す。なお、全て各駅停車である。
| 路線名 | 駅名                                   | 駅間営業キロ | 累計営業キロ | 接続路線         | 所在地         | 所在地         |
| ------ | -------------------------------------- | ------------ | ------------ | ---------------- | -------------- | -------------- |
| 122    | トレンチアンスカ・テプラー鉄道駅       | -            | 0.0          | 120号線、123号線 | トレンチーン県 | トレンチーン郡 |
| 122    | トレンチアンスカ・テプラー村停留場     | 0.5          | 0.5          |                  | トレンチーン県 | トレンチーン郡 |
| 122    | トレンチアンスカ・テプラー停留場       | 1.1          | 1.6          |                  | トレンチーン県 | トレンチーン郡 |
| 122    | カニョヴァー停留場                     | 1.5          | 3.1          |                  | トレンチーン県 | トレンチーン郡 |
| 122    | トレンチアンスケ・テプリツェ団地停留場 | 1.2          | 4.3          |                  | トレンチーン県 | トレンチーン郡 |
| 122    | トレンチアンスケ・テプリツェ停留場     | 0.5          | 4.8          |                  | トレンチーン県 | トレンチーン郡 |
| 122    | トレンチアンスケ・テプリツェ鉄道駅     | 0.6          | 5.4          |                  | トレンチーン県 | トレンチーン郡 |